# Сорочье (озеро, Гродненский район)
Соро́чье (бел. Саро́цкае; в русскоязычных белорусских источниках — также Сороцкое) — озеро в Гродненском районе Гродненской области Белоруссии. Относится к бассейну реки Соломянка. Располагается в 32 км к северо-востоку от города Гродно, в 1 км к северу от деревни Новая Руда.
Площадь поверхности водоёма составляет 0,1 км², длина — 0,42 км, наибольшая ширина — 0,28 км, длина береговой линии — 1,25 км.
Склоны котловины — высотой 5-7 м, преимущественно заросшие лесом, на востоке распаханные. Озеро подвержено зарастанию.